# 王忱 (元朝)
王忱（1237年—1315年），字允中，元朝赵州宁晋县人。王玉之子。
元世祖时，为太子真金宿卫，掌官钱谷计簿。至元十七年（1280年），出任山北辽东道提刑按察司副使。驸马伯忽里多次驰猎蹂躏民田，王忱将他绳之以法。太子真金去世，王忱建言忽必烈：“陛下春秋高，当早建储嗣。”改任河北河南道提刑按察司副使。因弹劾镇南帅唐兀台而被诬陷，捕至京师。不久起为燕南河北道肃政廉访副使。历任岭南广西、河东山西两道肃政廉访使，江陵、汴梁两路总管。元武宗至大元年（1308年），官至云南行省参知政事。延祐元年（1314年），为昭文馆大学士。不久病故。